# كاستيون ديلا بريسولانا

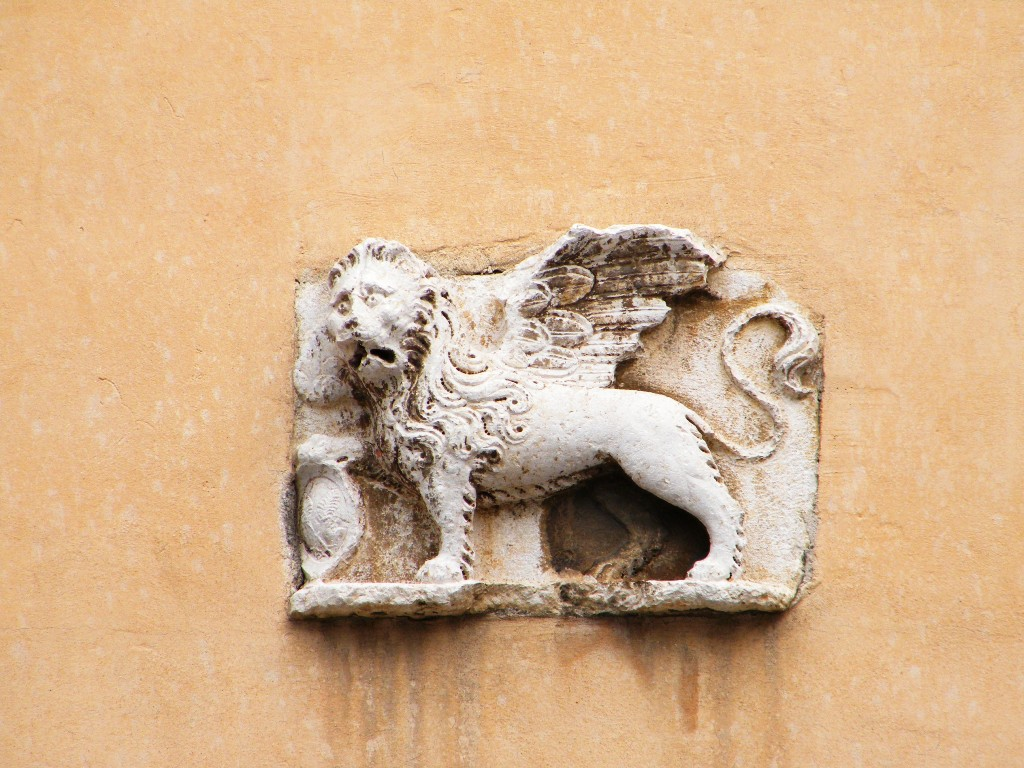
أسد سان ماركو ، تذكير بهيمنة البندقية.

كاستيون ديلا بريسولانا؛ (بيرجاماسك: كاس-كيو أو كاستيو) هو كومون (البلدية) في مقاطعة بيرغامو في ال الإيطالية منطقة لومباردي، تقع حول 80 كيلومتر شمال شرق ميلان وعن 35 كيلومتر (22 ميل) شمال شرق بيرغامو. اعتبارا من 31 ديسمبر 2004 ، كان عدد سكانها 3379 نسمة ومساحة 42.6 كيلومتر مربع (16.4 ميل2).
تقع كاستيون ديلا بريسولانا على حدود البلديات التالية: أنغولو تيرمي، كولير، فينو ديل مونتي، أونور، روجنو، روفيتا، سونغافازو.

## المدن التوأم-المدن الشقيقة
كاستيون ديلا بريسولانا هو توأم مع:
- فرنسا، اونس-اين شابلايس
- المانيا، اديانو